# 拉姆森 (新澤西州)
拉姆森（英語：Rumson）是位於美國新澤西州蒙茅斯縣的自治市鎮。

## 人口
根據2020年美國人口普查的數據，拉姆森的面積為18.42平方千米，當中陸地面積為13.12平方千米，而水域面積為5.30平方千米。當地共有人口7343人，而人口密度為每平方千米399人。